# Grundsjön, Ryssberget
Grundsjön är en fiskesjö på Ryssbergets topp. Länsgränsen mellan Blekinge län och Skåne län går genom sjön, som alltså ligger i både Sölvesborgs kommun och Bromölla kommun. Inplantering av regnbåge sköts av SFK Regnbågen i Bromölla. Övriga fiskearter i sjön är gädda, abborre och mört. För att få fiska i sjön krävs att man köper ett fiskekort, vilket görs på plats i en automat.
Sjön, som är 2-4 meter djup, är inte lämplig att bada i på grund av den dyiga bottnen, utan skogssjöns primära användningsområden är fiske och avkoppling. Den lämpar sig även till skridskoåkning kalla vintrar eftersom det är vindstilla vilket gör att isen blir slät. Grundsjön har en handikappanpassad brygga för fiske som är lätt att nå från parkeringen. Området lämpar sig väl för promenader runt sjön, där det finns flera grillplatser. Det finns både vindskjul och grillplatser, eftersom Grundsjön är första övernattningsplatsen på Skåneleden från Sölvesborgshållet.
För att ta sig till sjön åker man lättast bil från Gammalstorp i Sölvesborgs kommun eller från Barnakälla i Bromölla kommun. Man kan även ta gång-/ridvägen från Ebbalycke eller gå via Skåneleden.

## Externa länkar

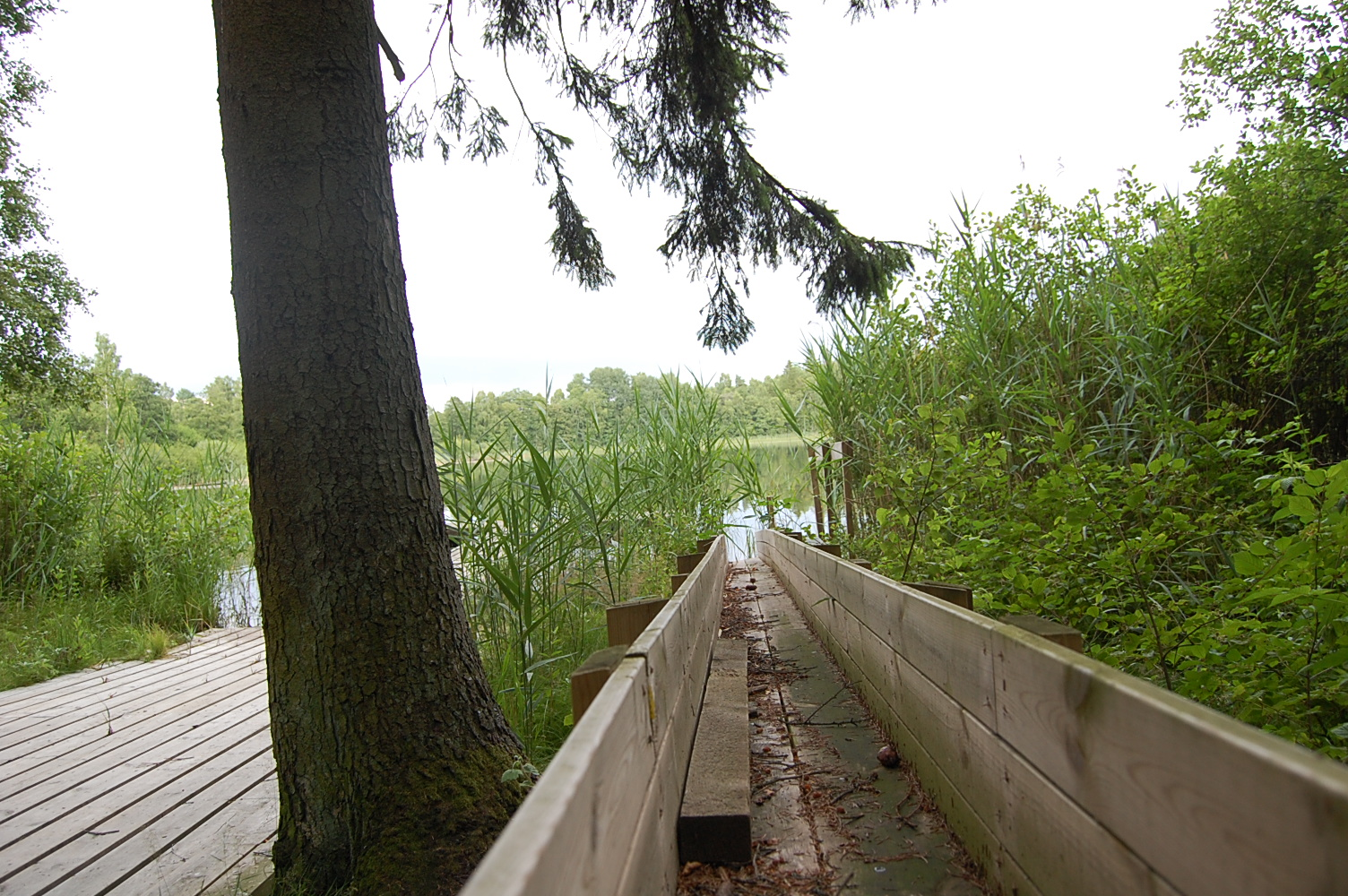
Laxrännan i Grundsjön.